# Golden Touch
Golden Touch (у преводу, Златни додир) је четврти сингл који је издала група Рејзорлајт. Издата 14. јуна и написана од стране Џонија Борела, песма је била први Топ 10 хит ове групе, достигнувши девето место на листама у Великој Британији. Песма је базирана на DJ Мејрид Неш из Queens Of Noize и MTV2 са којом је Џони Борел имао кратку везу.
Песма се налазила у телевизијским рекламама за Понтијак у Северној Америци.